# Agnes Sutthoff
Agnes Sutthoff, född 18 augusti 1874 på Stockby i Stocksund, död 5 april 1956 på Lidingö, var en svensk textilkonstnär.
Hon var dotter till Carl Johan Alfred Skogman och Agnes Fredrika Gustava Poppius och från 1908 gift med läkaren John Carlsson Sutthoff. Hon studerade vid Tekniska skolan och dess Högre konstindustriella skolan i Stockholm och under studieresor till Italien och Österrike. Hon gjorde sig känd som textil mönsterskapare vid Handarbetets vänner där hon var anställd 1902–1904 hon kom senare att arbeta för Nordiska kompaniet och Selma Giöbel. Hon medverkade i Baltiska utställningen 1914, Göteborgsutställningen 1923 och Handarbetets vänners jubileumsutställning på Nationalmuseum 1949. Hon vann 1931 första pris i en tävling om utformandet av Televerkets lyxtelegramblankett. Sutthoff är representerad vid Nationalmuseum och Länsmuseet Gävleborg. Hon är begravd på Norra begravningsplatsen utanför Stockholm.